# Єдинецький район
Єдинецький район або Єдінец (рум. Edineţ) — район у північно-західній Молдові. Адміністративний центр — Єдинці.
Західною межею району є кордон з Румунією. Межує з Бричанським і Окницьким районами на півночі та північному сході відповідно, з Дондушенським районом на сході й Ришканським районом на півдні.
Національний склад населення згідно з Переписом населення Молдови 2004  та 2014 років.
| етнічна група     | 2004           | 2004      | 2014           | 2014      |
| етнічна група     | кількість осіб | Частка, % | кількість осіб | Частка, % |
| ----------------- | -------------- | --------- | -------------- | --------- |
| молдовани/румуни  | 59 195         | 72,73     | 54 204         | 75,44     |
| українці          | 16 084         | 19,76     | 12 489         | 17,38     |
| росіяни           | 5 084          | 6,25      | 3 832          | 5,33      |
| цигани            | 499            | 0,61      | 619            | 0,86      |
| ґаґаузи           | 143            | 0,18      | 78             | 0,11      |
| болгари           | 91             | 0,11      | 79             | 0,11      |
| поляки            | 26             | 0,03      | ...            | ...       |
| євреї             | 23             | 0,03      | ...            | ...       |
| інші / не вказали | 245            | 0,30      | 548            | 0,77      |
| Всього            | 81 390         | 100       | 71 849         | 100       |

Повсякденна мова мешканців району (2014):
|                      | кількість осіб | Частка, % |
| -------------------- | -------------- | --------- |
| молдовська/румунська | 51 252         | 71,33     |
| російська            | 12 494         | 17,39     |
| українська           | 6 846          | 9,53      |
| циганська            | 530            | 0,74      |
| інші                 | 58             | 0,08      |
| не вказали           | 669            | 0,93      |
| всього               | 71 849         | 100       |